# Jan Provost
Jan Provost (auch Jean Provost, Jan Provoost; * um 1465 in Bergen (Wallonien); † Januar 1529 in Brügge) war ein flämischer Maler. 
Als Sohn des Malers Jan Provost d. Ä. erhielt er eine Ausbildung bei dem Maler und Buchillustrator Simon Marmion in Valenciennes. 1494 erwarb Provost die Bürgerschaft in Brügge, zugleich wurde er Mitglied der Zunft der Bildhauer und Sattler, der alle Künstler angehörten. Zwischen 1498 und 1505 unternahm Provost eine Pilgerreise nach Jerusalem. 1519 wurde er Dekan der Künstlergilde in Brügge. 1520 arrangierte er die Dekoration des festlichen Einzugs Kaiser Karls V. in Brügge. In Antwerpen traf er den Maler Albrecht Dürer, den er 1521 kurzfristig in seinem Haus in Brügge beherbergte. 1525 stellte Provost für den Schöffensaal des Brügger Rathauses die Tafel Das Jüngste Gericht fertig, das einzige Gemälde von Provost, „dessen Authentizität quellenmässig absolut zweifelsfrei gesichert ist.“

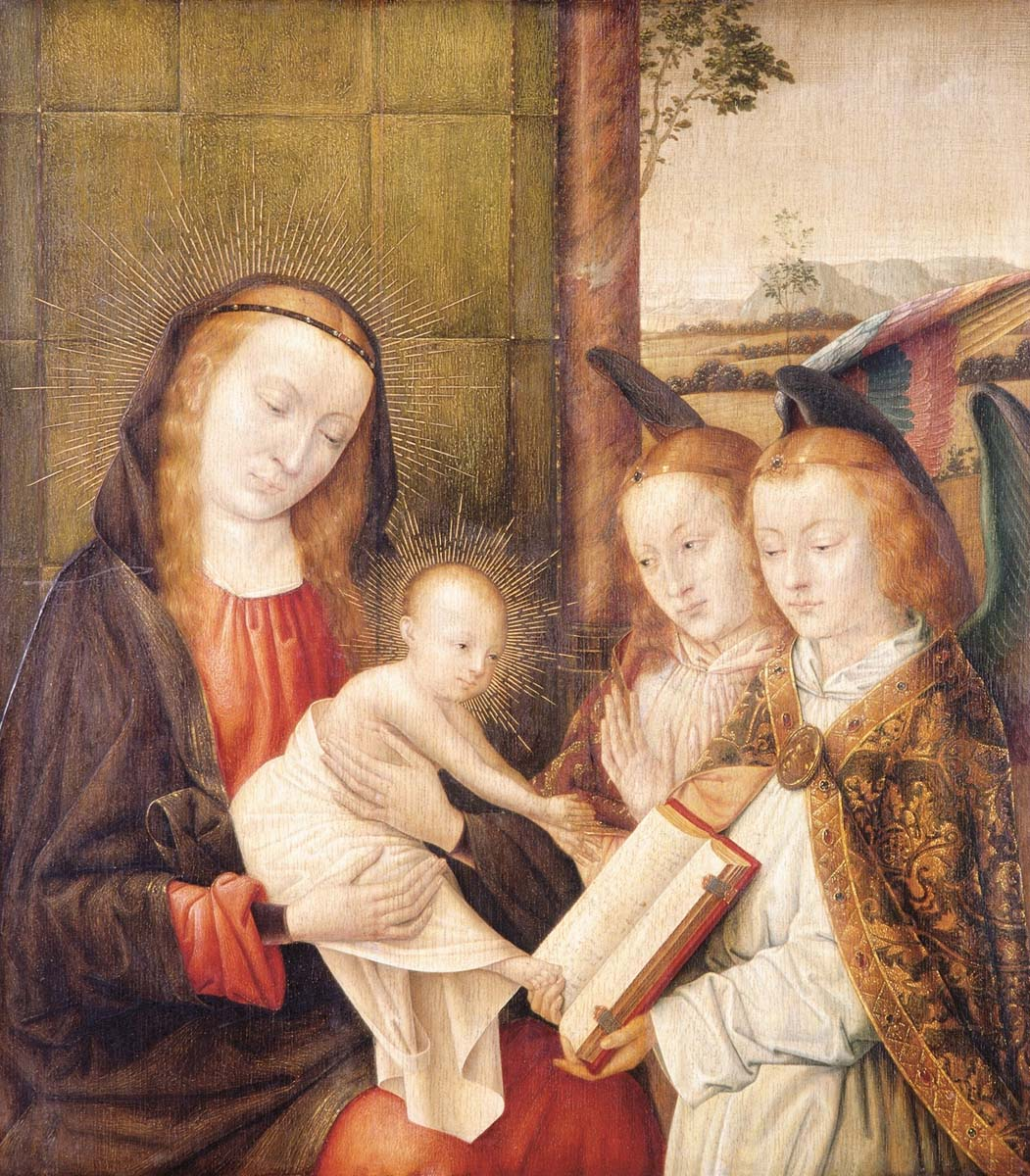
Madonna, Junge und zwei Engel (Eva Klabin House Museum, Rio de Janeiro, Brasilien)

## Werke (Auswahl)
- Christi Kreuztragung und Bildnis eines Mönchs, Sint-Janshospitaal, Brügge
- Jüngstes Gericht, Groeningemuseum, Brügge
- Stifterehepaar mit den hll. Nikolaus und Godelina, um 1515/21, Groeningemuseum, Brügge
  - Der Geizkragen und der Tod
- Kreuzigung, Groeningemuseum, Brügge
- Maria mit Kind, Hessisches Landesmuseum, Darmstadt
- Das Jüngste Gericht, nach 1505, Hamburg, Kunsthalle, Inv. Nr. HK-323